# Campeonato Mundial de Gimnasia Rítmica de 1993

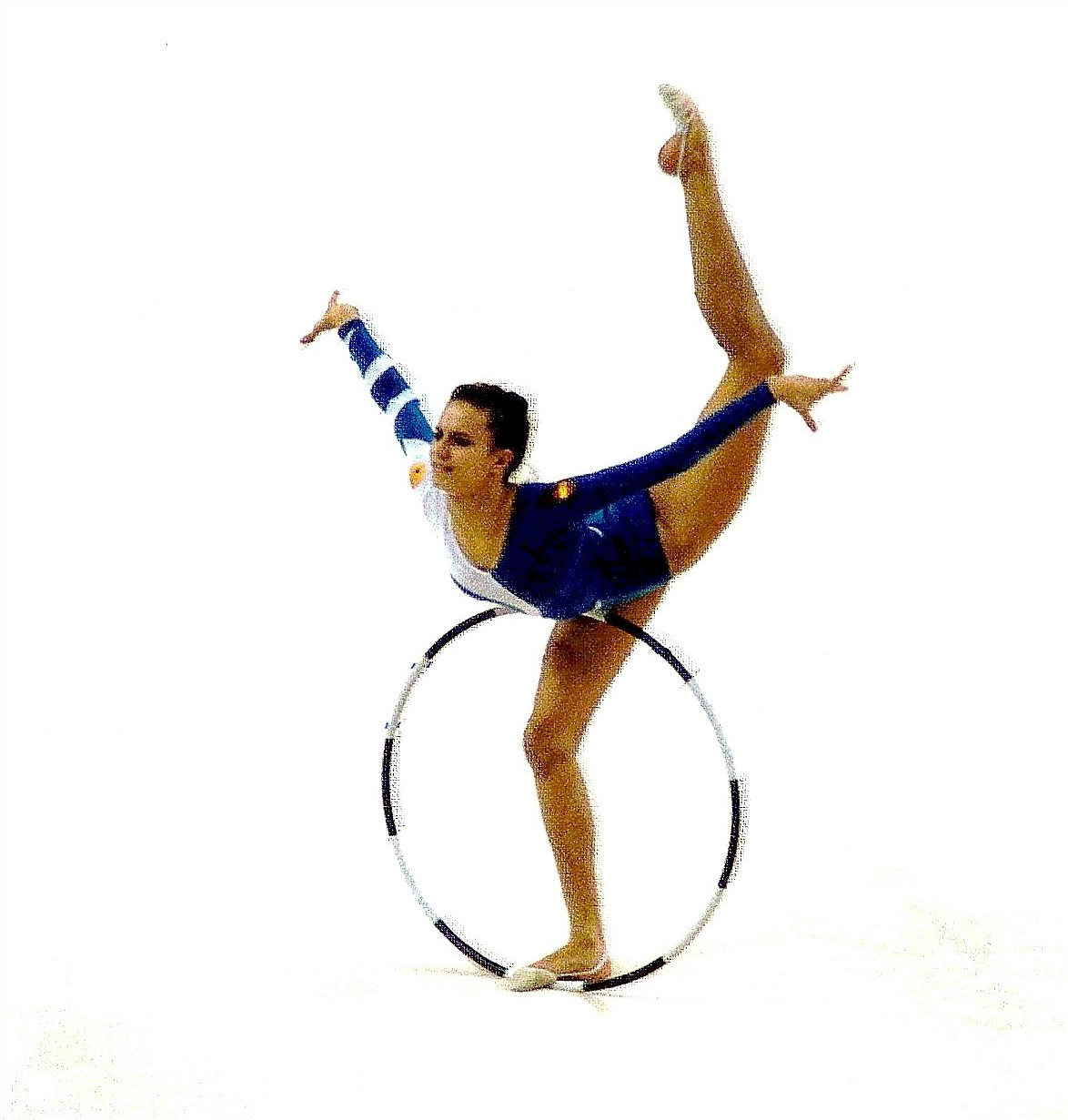
La gimnasta española Carmen Acedo durante el ejercicio de aro en el Campeonato Mundial de Gimnasia Rítmica de 1993, celebrado en Alicante.

El XVII Campeonato Mundial de Gimnasia Rítmica se celebró en Alicante (España) entre el 4 y el 7 de noviembre de 1993 bajo la organización de la Federación Internacional de Gimnasia (FIG) y la Real Federación Española de Gimnasia.

## Resultados
| Evento                        | Oro                                                        | Plata                                            | Bronce                                                                                             |
| ----------------------------- | ---------------------------------------------------------- | ------------------------------------------------ | -------------------------------------------------------------------------------------------------- |
| Concurso completo individual  | Maria Petrova Bulgaria 38,975 pts.                         | Ekaterina Serebrianskaya · Ucrania · 38,775 pts. | Amina Zaripova · Rusia · 38,400 pts.                                                               |
| Cuerda                        | Ekaterina Serebrianskaya · Ucrania · 9,775                 | Yulia Rosliakova · Rusia · 9,650                 | Yulia Baycheva Bulgaria 9,500                                                                      |
| Pelota                        | Maria Petrova Bulgaria 9,800                               | Elena Vitrichenko · Ucrania · 9,675              | Yulia Rosliakova · Rusia / · Ekaterina Serebrianskaya · Ucrania · 9,650                            |
| Mazas                         | Carmen Acedo · España · 9,775                              | Carolina Pascual · España · 9,675                | Maria Petrova · Bulgaria / · Tatiana Ogrizko · Bielorrusia / · Elena Vitrichenko · Ucrania · 9,650 |
| Cinta                         | Tatiana Ogrizko Bielorrusia / Maria Petrova Bulgaria 9,775 |                                                  | Ekaterina Serebrianskaya · Ucrania · 9,750                                                         |
| Aro                           | Maria Petrova Bulgaria 9,825                               | Ekaterina Serebrianskaya · Ucrania · 9,725       | Elena Vitrichenko · Ucrania · 9,650                                                                |
| Concurso completo por equipos | Bulgaria 94,750                                            | Ucrania · 94,400                                 | Rusia · 94,200                                                                                     |

## Medallero
| Núm. | País        | Oro | Plata | Bronce | Total |
| ---- | ----------- | --- | ----- | ------ | ----- |
| 1    | Bulgaria    | 5   | 0     | 2      | 7     |
| 2    | Ucrania     | 1   | 4     | 4      | 9     |
| 3    | España      | 1   | 1     | 0      | 2     |
| 4    | Bielorrusia | 1   | 0     | 1      | 2     |
| 5    | Rusia       | 0   | 1     | 3      | 4     |

- Datos: Q2559856
- Multimedia: 1993 Rhythmic Gymnastics World Championships / Q2559856